# Митківська сільська рада (Барський район)
Митківська сільська́ ра́да — адміністративно-територіальна одиниця та орган місцевого самоврядування в Барському районі Вінницької області. Адміністративний центр — село Митки.

## Загальні відомості
- Територія ради: 34,55 км²
- Населення ради: 1 280 осіб (станом на 2001 рік)
- Територією ради протікає річка Немия.

## Населені пункти
Сільській раді підпорядковані населені пункти:
- с. Митки
- с. Киянівка

## Склад ради
Рада складається з 16 депутатів та голови.
- Голова ради: Колодій Петро Болеславович
- Секретар ради: Коновалюк Лариса Василівна

### Керівний склад попередніх скликань
| Прізвище, ім'я, по батькові | Основні відомості                                                                       | Дата обрання | Дата звільнення |
| --------------------------- | --------------------------------------------------------------------------------------- | ------------ | --------------- |
| Колодій Петро Болеславович  | Сільський голова, 1957 року народження, безпартійний                                    | 26.03.2006   | 31.10.2010      |
| Колодій Петро Болеславович  | Сільський голова, 1958 року народження, освіта середня спеціальна, член Партії регіонів | 31.10.2010   |                 |

Примітка: таблиця складена за даними сайту Верховної Ради України

### Депутати
За результатами місцевих виборів 2010 року депутатами ради стали:

#### За суб'єктами висування
| Суб'єкт висування                                       | Кількість обраних депутатів | %    |
| ------------------------------------------------------- | --------------------------- | ---- |
| Партія регіонів                                         | 7                           | 43,8 |
| Політична партія Всеукраїнське об'єднання «Батьківщина» | 5                           | 31,3 |
| Комуністична партія України                             | 2                           | 12,5 |
| Самовисування                                           | 1                           | 6,3  |
| Українська республіканська партія «Собор»               | 1                           | 6,3  |

#### За округами
| № округу                                                | Прізвище, ім'я, по батькові   | Дата визнання обраним | Освіта             | Партійна приналежність                           | Відомості про обраного депутата                                       |
| ------------------------------------------------------- | ----------------------------- | --------------------- | ------------------ | ------------------------------------------------ | --------------------------------------------------------------------- |
| Комуністична партія України                             |                               |                       |                    |                                                  |                                                                       |
| 2                                                       | Бойко Василь Петрович         | 05.11.2010            | середня            | позапартійний                                    | тимчасово не працює                                                   |
| 14                                                      | Капличний Михайло Іванович    | 05.11.2010            | середня            | член Комуністичної партії України                | пенсіонер                                                             |
| Партія регіонів                                         |                               |                       |                    |                                                  |                                                                       |
| 3                                                       | Коновалюк Лариса Василівна    | 05.11.2010            | середня спеціальна | позапартійна                                     | Митківська сільська рада, землевпорядник                              |
| 4                                                       | Колодій Петро Лівонович       | 05.11.2010            | середня            | позапартійний                                    | тимчасово не працює                                                   |
| 6                                                       | Коновалюк Леонід Миколайович  | 05.11.2010            | середня спеціальна | позапартійний                                    | ПС с. Митки, черговий електромонтер                                   |
| 9                                                       | Мазур Олександр Стахович      | 05.11.2010            | середня спеціальна | позапартійний                                    | приватний підприємець                                                 |
| 10                                                      | Кучерук Алла Василівна        | 05.11.2010            | вища               | позапартійна                                     | Митківська загальноосвітня школа, вчитель                             |
| 11                                                      | Ткач Анатолій Вікторович      | 05.11.2010            | середня спеціальна | позапартійний                                    | ЛВУМГ, механік                                                        |
| 12                                                      | Янчевський Леонід Миколайович | 05.11.2010            | середня спеціальна | позапартійний                                    | фельдшерсько-акушерський пункт с. Киянівка, завідувач                 |
| Політична партія Всеукраїнське об'єднання «Батьківщина» |                               |                       |                    |                                                  |                                                                       |
| 1                                                       | Любчик Віктор Борисович       | 05.11.2010            | середня            | член Всеукраїнського об'єднання «Батьківщина»    | Барський цех телекомунікаційних споруд, електромонтер лінійних споруд |
| 5                                                       | Мостовий Олег Володимирович   | 05.11.2010            | середня            | член Всеукраїнського об'єднання «Батьківщина»    | тимчасово не працює                                                   |
| 7                                                       | Мостова Людмила Святославівна | 05.11.2010            | вища               | член Всеукраїнського об'єднання «Батьківщина»    | Митківська загальноосвітня школа, вчитель                             |
| 8                                                       | Мартишева Людмила Федорівна   | 05.11.2010            | середня            | член Всеукраїнського об'єднання «Батьківщина»    | тимчасово не працює                                                   |
| 15                                                      | Підкругляк Андрій Васильович  | 05.11.2010            | середня            | член Всеукраїнського об'єднання «Батьківщина»    | ЛВУМГ, лінійний трубопровідник                                        |
| Українська республіканська партія «Собор»               |                               |                       |                    |                                                  |                                                                       |
| 13                                                      | Серветнік Світлана Флорівна   | 05.11.2010            | середня спеціальна | член Української республіканської партії «Собор» | тимчасово не працює                                                   |
| Самовисування                                           |                               |                       |                    |                                                  |                                                                       |
| 16                                                      | Колодій Станіслав Йосипович   | 05.11.2010            | середня            | позапартійний                                    | пенсіонер                                                             |